# Parti progressiste démocratique guadeloupéen
Le Parti progressiste démocratique guadeloupéen (PPDG) est un parti politique guadeloupéen de gauche proche du PS, mais qui revendique une autonomie guadeloupéenne. 
Il a été constitué en 1991 par des anciens militants du Parti communiste guadeloupéen (PCG).

## Histoire

### Tension au sein du PCG
Au sein du PCG deux tendances s'affrontent depuis le début des années 1980. La première regroupe la plupart des élus (député, sénateur, maires et conseillers généraux et municipaux), plutôt âgés et qui dépendent des élections, et la seconde des militants de bases plus jeunes. 
- Le premier groupe, qui gère des collectivités seul (mairie de Pointe-à-Pitre, Basse-Terre, Sainte-Anne, Capesterre-Belle-Eau, ...) ou en alliance avec les socialistes (Conseil régional ou Conseil général), souhaite entretenir de bonne relation avec l'administration pour obtenir plus de financement, être intégrer dans les échanges politiques et se poser en intermédiaire fiable.

Il veut garder l'idée d'une autonomie guadeloupéenne, avec une assemblée disposant de réel pouvoir législatif, mais ne pas aller vers l'indépendance (ou alors comme objectif de très long terme). 
- Le second groupe, plus jeune, plus influencé par les luttes décoloniales, les indépendances des anciennes îles britanniques des caraïbes et le mouvement nationaliste guadeloupéen (UPLG, ...) veut aller vers une indépendance socialiste dans un avenir proche.

Les tensions s'accentuent fortement suite de la disparition de l'URSS, qui servait de boussole et de soutien international et affaibli le mouvement communiste en général. 
La direction du parti opte alors pour un mot d'ordre d'indépendance nationale, pour changer d'optique et retrouver de l'allant. 
Cette résolution bloque les éléments modérés (le premier groupe) et surtout sa plus grande section (la moitié du millier de militants du PCG), celle de Pointe-à-Pitre, dirigé par le sénateur-maire Henri Bangou, mais également le député et nouveau maire de Saint-François Ernest Moutoussamy qui entretient des relations difficiles avec la direction depuis des années. 
En juin 1991, la section communiste de Pointe-à-Pitre s'est prononcée, par 459 voix, lors d'une assemblée réunie malgré l'opposition de la direction du parti, contre le mot d'ordre d'indépendance et pour " un statut spécifique accordant une large autonomie à la collectivité guadeloupéenne, dans le cadre de la République française ".
La perspective des élections régionales et cantonales de 1992 pousse la direction et ses oppositions à maintenir l'unité au moins jusque là. 
Mais le soutien des orthodoxes au président de région Félix Proto, et celui des dissidents à Dominique Larifla pour les prochaines élections bloque les négociations et la scission semble inévitable. 

### Création[3]
Le samedi 28 septembre 1991, les militants de la section de Pointe-à-Pitre sont réunis à l'appel d'Henri Bangou et son adjoint Daniel Géniès, pour saborder la section du PCG. 
Par 575 voix contre 1, la section rompt avec ce dernier, et crée directement un nouveau parti, le "Parti progressiste démocratique guadeloupéen (PPDG)". 
Le nom du parti ne contient plus de référence explicite au marxisme, volonté de se détacher du PCG indépendantiste. 
Jérôme Cléry, le maire de Basse-Terre rejoint le mouvement, qui a démissionné la veille du parti, expliquant sa décision par "la crispation de la direction du parti sur des conceptions condamnées par l'histoire et les masses populaires".
Ernest Moutoussamy lui ne rejoint pas directement le parti, même s'il démissionne le 7 octobre du PCG. 
Il crée un groupe de réflexion intitulé "Unité, action, libération", qui rassemble des communistes en rupture de parti et des citoyens de sensibilité de gauche. Il reste cependant apparenté au groupe communiste de l'Assemblée nationale.
Il ne rejoindra le PPDG qu'au moins de janvier 1992, dans la perspective des régionales.

#### Élus début 1992
- Député : Ernest Moutoussamy
- Sénateur : Henri Bangou
- Conseillers régionaux : Jérôme Cléry, Ernest Moutoussamy, Jean Girard, Marcellin Lubeth.
- Conseillers départementaux : Lucien Parize, Daniel Geniès, Alain Sémiramoth, Jérôme Cléry, Jean Girard, Ernest Moutoussamy, Marcellin Lubeth
- Maires : Pointe-à-Pitre (Henri Bangou), Basse-Terre (Jérôme Cléry), Saint-François (Ernest Moutoussamy), Sainte-Anne (Marcellin Lubeth), Port-Louis (Charles Edwige).

### Vie du parti
Après des débuts corrects, le parti ne réussit pas à retrouver la place prépondérante occupée par le PCG dans les années 1980. Ses alliances avec le GUSR ou Lucette Michaux-Chevry brouillent son message pour l'électorat de gauche. 
Dès la fin des années 1990, il ne ressemble plus qu'à une force d'appoint pour les deux principales factions socialisantes de la Guadeloupe (FGPS et GUSR). 
C'est un parti fondé par des élus -député, sénateur, conseillers généraux et maires- ayant pour but d'être réélus sous leurs noms et non par idéologie. 
Le parti n'existe d'ailleurs pas en dehors des bastions de ses dirigeants que sont Pointe-à-Pitre, Sainte-Anne et Saint-François. Seul Marcellin Chingan au Moule se présente à divers scrutins.
Il s'agit in fine plus d'un groupement de machines électorales de notables, qui disparaît quasiment à la suite de la perte de la municipalité. 
Les sections de Grand-Bourg, Basse-Terre, Port-Louis, qui ont eu des maires PPDG, se sont évanouies à la suite de la défaite ou au retrait de l'édile. 

## Résultats électoraux

### Années 1990

#### 1992
Le parti se présente pour la première fois en 1992 sous son nom, pour les élections régionales et cantonales. 
Des 10 élus de 1986, 5 sont restés au PCG et 5 ont rejoint le PPDG. Les orthodoxes soutiennent le président sortant Félix Proto, appuyé par la fédération socialiste officielle et Frédéric Jalton, quand le nouveau PPDG va dans le sens de Dominique Larifla et de ses critiques envers la majorité sortante. La liste est menée par Ernest Moutoussamy, qui vient juste de rejoindre le parti. 
Elle obtient 13 106 voix (10,78 %) et 5 élus, réussissant dans cette élection à faire émerger cette nouvelle formation. Le PCG avec Mona Cadoce décline par contre à 7 100 voix (5,84 %) et sauve de justesse trois sièges. 
Le total des deux listes dépasse le nombre de voix du PCG de 1986 de 2 000 voix, mais la très forte augmentation des inscrits (37 000 et de la participation (44 000 font fortement régresser le pourcentage de l'ex PCG de 23,78% à 16,61%.
La scission n'a pas permis d'élargir la base électorale des anciens camarades.
Les 5 élus du parti ne soutiennent d'abord à la présidence ni Félix Proto ni Lucette Michaux-Chevry, mais après l'élection de cette dernière, ils rejoignent le bureau et la nouvelle majorité. Celle ci est composée des 15 élus la droite RPR de Lucette Michaux-Chevry, des 7 dissidents socialistes du FRUI-G de Dominique Larifla et donc des 5 ex communistes du PPDG.
Cette élection est annulée pour des problèmes de déclaration en retard de plusieurs comptes de campagnes. 

#### 1993
En janvier, lors des régionales partielles, Ernest Moutoussamy est inéligible pour les retards de dépôts de comptes de campagnes, il laisse la tête de liste à Marcellin Lubeth. 
La liste perd 4 000 voix, 2 points (de 10,78% à 8,90%) et un siège (de 5 à 4 sur 41). Son soutien et sa participation à la majorité de Lucette Michaux-Chevry ne lui a pas porté bonheur. La liste de cette dernière, qui a groupé sur elle les voix de ceux en soutien à la majorité sortante, a vampirisé les listes PPDG et surtout FRUI-G de D. Larifla. Elle obtient à elle seule la majorité et n'a plus besoin d'alliés.
En mars pour les législatives, Ernest Moutoussamy, député sortant depuis 1981, élu sous l'étiquette PCG en 1988, mais désormais candidat de cette nouvelle formation, bat au deuxième tour  des législatives son ancienne camarade au PCG Mona Cadoce dans la deuxième circonscription. Elle l'accuse, juste après le premier tour, de «trahison». 
De son côté, Jean Girard met en ballottage Frédéric Jalton dans la première, mais est nettement battu au deuxième tour.
Jérôme Cléry est sèchement battu par Lucette Michaux-Chevry, qui obtient 80 % des suffrages dès le premier tour, dans la quatrième, une circonscription «taillée sur mesure» d'après Le Monde.

#### 1994
Lors des cantonales, le parti perd le siège de Jean Girard (qui ne se représentait pas), sa candidate Jocelyne Coquin étant largement battue dès le premier tour par Patrice Tirolien, 2 141 voix (73,00%) contre 792 (27,00%).
Tous les sortants sont réélus, mais le parti ne conquiert aucun siège, et ses scores là où il n'est pas sortant sont anecdotiques.   
Pour les Élections européennes, Ernest Moutoussamy conduit une liste de « Rassemblement de l'outre-mer et des minorités », avec le PPM, le PSG et le PCR. 
Elle n'obtient aucun représentant au Parlement de Strasbourg, la liste obtenant 37 041 voix (0,19 %) sur toute la France, mais est largement en tête en Guadeloupe, avec 11 303 voix (37,29%), avec une participation famélique de 14,64%.
De façon générale, l'abstention est considérable au sein de l'électorat des DOM-TOM, pour ces élections européennes

#### 1995
C'est le début du rétrécissement du parti, Henri Bangou perdant son siège de sénateur au profit de son allié Dominique Larifla (GUSR). 
La division du PPDG lui coûta ce siège, Henri Bangou recueillant 202 voix, Marcelin Lubeth 127 sur 831. 
Mais ils durent se retirer pour le deuxième tour au profit de Dominique Larifla arrivé devant eux avec 260 voix.
Lors des élections municipales, Jérôme Cléry est battu par Lucette Michaux-Chevry à Basse-Terre, tout comme Charles Edwige à Port-Louis, lui battu par un indépendantiste UPLG Jean Barfleur. 
Réélection tout de même de Henri Bangou à Pointe-à-Pitre, de Marcellin Lubeth à Sainte-Anne et de Ernest Moutoussamy à Saint-François.

#### 1997
Lors des élections législatives, Ernest Moutoussamy est réélu contre la maire du Moule, Gabrielle Louis-Carabin dans la deuxième circonscription.
Henri Bangou est battu au deuxième tour par Daniel Marsin dans la première.

#### 1998
Pour les élections régionales le parti se présente en alliance avec la FGPS et le GUSR, avec pour tête de liste Jacques Gillot (GUSR).
Cette union ne fait pas le poids face à la liste de RPR de Lucette Michaux-Chevry qui obtient le double de voix (63 065 soit 48,03 %) contre 32 148 voix (24,49 %).
L'alliance obtient tout de même 12 sièges. 
Le parti conserve les 3 cantons de Pointe-à-Pitre avec Lucien Parize, Daniel Géniès et Alain Sémiramoth, gardant 6 élus au Conseil général. 
Marcellin Lubeth, maire et conseiller général de Sainte-Anne est élu président du Conseil général avec le soutien du Dominique Larifla, le parti atteint ici son maximum d'influence, même s'il ne cherche plus à conquérir de nouvelles positions, juste à conserver ses élus en place et à chercher à les placer le plus haut possible.

### Années 2000

#### 2001
- Cantonales : Le renouvellement de mars 2001 renverse complètement la situation, Marcellin Lubeth, nouveau président depuis 1998 seulement est battu dans son canton de Sainte-Anne-1 d'où il est élu depuis 1976, par la RPR Marlène Captant.

Jérôme Cléry, élu depuis 1970 est battu dès le premier tour par Brigitte Rodes (DVD à Basse-Terre-1.
Albert Élatré, élu depuis 1994 où il a succédé à Ernest Moutoussamy dans le canton de Saint-François, est également battu par Laurent Bernier (DVD), le petit-fils de Lucien Bernier. 
Le parti perd donc tous ses sortants et ne conserve que les trois cantons de Pointe-à-Pitre renouvelables en 2004.
- Municipales : Le parti conserve largement Pointe-à-Pitre, et de justesse Saint-François (50,5%), mais en même temps que la perte du canton, Marcellin Lubeth est battu à Sainte-Anne par Marlène Captant.

#### 2002
- Présidentielle : Le parti soutient le candidat socialiste Lionel Jospin[10]. Il obtient 23,12% et se classe second derrière Christiane Taubira.

- Législatives : Le parti perd son dernier poste national et important avec la défaite d'Ernest Moutoussamy dans la deuxième circonscription face à la maire du Moule Gabrielle Louis-Carabin (UMP).

À la suite de ces élections, le PPDG ne regroupe plus alors que les comités de soutiens municipaux d'Henri Bangou et d'Ernest Moutoussamy, à la tête des municipalités. La seule présence du parti en dehors de ces deux endroits est à Sainte-Anne, où Christian Baptiste a pris la suite de M. Lubeth.
Le PPDG ne prétend plus alors être un réel parti départemental, mais se place comme un comité de soutien à Henri Bangou, qui selon les circonstances soutient l'une ou l'autre des mouvances socialistes (FGPS et GUSR). 

#### 2003
Fidèle à son objectif autonomiste, le parti soutient le Oui lors du référendum du 7 décembre. 
Mais le non l'emporte par 98 670 (72,98%) contre seulement 36 524 (27,02%) voix pour le Oui.

#### 2004
- Cantonales : le parti conserve les 3 cantons de Pointe-à-Pitre avec Jacques Bangou (fils d'Henri Bangou), Georges Brédent (gendre d'Henri Bangou) et Marcel Sigiscar.

- Régionales : le parti soutient la liste "La Guadeloupe pour tous" de Victorin Lurel, qui regroupe les forces de gauche socialisantes FGPS, GUSR et PPDG.

Mais une scission intervient autour du groupe "renouveau socialiste" de Daniel Marsin, qui veut relancer une évolution statutaire malgré l'échec du référendum. Daniel Géniès, Jean Paul Éluther et Jean Girard le suivent et se présentent contre la liste de la gauche unie. 
Avec sa victoire, 4 membres du PPDG sont élus : Ernest Moutoussamy, Fély Kacy-Bambuck, Christian Baptiste et Germaine Guizonne-Lacréole (qui rejoindra la FGPS).

#### 2007
- Présidentielles : le parti soutient Ségolène Royal[11], qui obtient 38,28%, derrière Nicolas Sarkozy.
- Législatives : Ernest Moutoussamy est de nouveau battu dans la deuxième circonscription par la maire du Moule Gabrielle Louis-Carabin (UMP).

#### 2008
- Cantonales : Albert Élatré ne parvient pas à reprendre le canton de Saint-François, où il est battu dès le premier tour par Laurent Bernier. Par contre, une première victoire depuis longtemps arrive avec la victoire d'Aurélien Abaille dans le canton de Sainte-Anne-2.

Cela remonte à 3 le nombre de conseillers généraux du parti, car Georges Brédent a quitté le parti en fin d'année 2007 devant le soutien dynastique d'Henri Bangou à son fils Jacques et non à lui, son beau-fils. 
- Municipales : Ernest Moutoussamy perd sa commune de Saint-François, dont il était maire depuis 1989 au profit de Laurent Bernier (UMP). Jacques Bangou succède à son père à la mairie de Pointe-à-Pitre, ultime bastion du PPDG.

### Années 2010

#### 2010
- Régionales : le parti participe de nouveau à la liste de Victorin Lurel, le président sortant. Avec la nouvelle victoire de la liste, le parti a deux élus Christian Baptiste et Fély Kacy-Bambuck.

#### 2011
- Cantonales : le parti ne reprend pas le canton de Pointe-à-Pitre-2, celui de Georges Brédent ex-PPDG qui est maintenant membre du GUSR, mais il conserve les deux autres avec Jacques Bangou et Marcel Sigiscar. Avec Aurélien Abaille élu en 2008, il y a 3 PPDG au Conseil général.

#### 2012
- Présidentielle : le parti soutient le candidat socialiste François Hollande[12], qui obtient la majorité au premier tour : 82 735 voix et 57,00%. Au second tour, l'avance est encore plus grande avec 123 737 voix et 71,94% face à Nicolas Sarkozy soutenu par Lucette Michaux-Chevry.

- Législatives : le parti ne présente pas de candidat pour la première fois de son existence, mais soutient Éric Jalton et Gabrielle Louis-Carabin, qui sont élus députés, Christian Baptiste étant le suppléant de cette dernière.

#### 2014
- Municipales : Jacques Bangou est réélu dès le premier tour à Pointe-à-Pitre, Christian Baptiste récupère Sainte-Anne perdu en 2001, contre Blaise Aldo (UMP. Jean-Yves Périan n'obtient que 20,58% à Saint-François et 3 élus. La liste au Moule de Marcellin Chingan ne remporte que 8,94% des voix, mais il est élu conseiller municipal.

#### 2015
- Départementales : le parti est présent dans cinq nouveaux cantons :

1. Marcellin Chingan dans le nouveau Canton du Moule, avec une ancienne membre du parti Germaine Guizonne-Lacréole, ils arrivent au second tour mais sont balayés par le duo soutenu par la FGPS (23 % contre 77 %).
2. Dans le Canton de Petit-Canal, Marlène Bernard est élu avec Blaise Mornal.
3. Marcel Sigiscar est réélu dans le Canton de Pointe-à-Pitre face à Georges Brédent.
4. Le Canton de Saint-François n'est pas récupéré, l'attelage Sophie Peroumal-Sylvanise Jean Suédois n'obtenant que 39,37% au second face à Laurent Bernier.
5. Le Canton de Sainte-Anne est gardé par Aurélien Abaille, avec Lydia Faro-Couriol comme binôme.

Ce qui porte à 4 le nombre de "conseillers départementaux" du parti, qui font partie de la majorité de travail de la socialiste Josette Borel-Lincertin. Puis à 5, avec l'élection de Sandra Enjaric dans une partielle avec Marcel Sigiscar à Canton de Pointe-à-Pitre.
- Régionales : le parti, devenu un fidèle soutien à la FGPS et à son leader Victorin Lurel, président de la région depuis 2004, repart sur sa liste "La Guadeloupe, toujours mieux" avec Caraïbe Écologie et l'appui d'Éric Jalton. Mais la liste est battu au second tour par celle du GUSR menée par Ary Chalus.

Christian Baptiste est le seul élu régional PPDG.

#### 2017
- Législatives :

1. Première circonscription : Le parti soutien Rozan Rauzdel (FRAPP), qui est battu au second tour par Olivier Serva, 25,05% puis 38,26%.
2. Deuxième circonscription : Sylvie Péroumal-Sylvanise est la seule à se présenter sous les couleurs du parti. Elle termine sixième avec 1 059 voix (5,27%).
3. Troisième circonscription : Soutien à Aurélien Baron (FGPS) qui est éliminé au premier tour (9,70%)
4. Troisième circonscription : Soutien à la députée FGPS sortante, Hélène Vainqueur-Christophe, qui est réélue au second tour, avec 38,70% puis 61,61%.

### Années 2020

#### 2020
Municipales : 
- Le parti perd son bastion de Pointe-à-Pitre, ville fondatrice du PPDG. Jacques Bangou, qui avait du démissionné en juillet 2019 sous la menace d'une procédure de révocation en raison d'un déficit de 78 millions d'euros de la municipalité, est battu au second tour par Harry Durimel, ancien membre de Caraïbe Écologie et petit fils d'Amédée Fengarol, maire PCG tué le jour de son élection en 1951. Jacques Bangou était pourtant en tête avec 30,58% malgré la dissidence de Marcel Sigiscar (7,04%), mais l'alliance pour le second tour entre Harry Durimel et Tania Galvani du GUSR passe devant au second tour avec 2 245 voix (42,68%) contre 2 110 et 40,12% pour le sortant.
- Christian Baptiste est réélu à Sainte-Anne, avec 3 298 voix (48,14%) puis 4 758 (58,32%), battant les listes de Marlène Captant et de Jacques Kancel.
- Le parti s'est divisé à Saint-François, entre Jean-Yves Périan et la secrétaire générale Sylvie Péroumal-Sylvanise. Elle obtient le soutien officiel du parti et arrive en troisième position (20,91%), après le sortant DVD Laurent Bernier (33,86%) mais juste derrière le GUSR Bernard Pancrel (22,67%). Jean-Yves Périan est quatrième, avec 14,79%. Il fusionne alors avec la liste de Bernard Pancrel pour le second tour et non avec son ancienne camarade de parti. Leur union remporte le second tour, avec 2 521 voix (40,87%) contre 2 206 voix (35,77%) pour la liste Bernier et 1 440 voix (23,35%) pour la liste officielle du parti, qui obtient 3 élus.

#### 2021
- Départementales :

Le parti est allié à la FGPS et Caraïbe Écologie. Il garde le canton de Sainte-Anne (Christian Baptiste et Lydia Faro-Couriol), mais perd deux autres sortants. Sandra Enjaric est battue à Pointe-à-Pitre, Marlène Bernard ne se représente pas à Petit-Canal. Sophie Péromal-Sylvanise, non sortante, est également battue au second tour à Saint-François.
- Régionales :

Le parti met fin à sa politique d'alliance entamée en 2004 avec la FGPS et Caraïbe Écologie. Il soutient la création de la liste "La nouvelle voie : un contrat moral avec le peuple", conduite par le député Max Mathiasin, avec le PSG de José Toribio. Mais il retire cet appui le 18 mai. 
Il retrouve alors la liste FGPS de Josette Borel-Lincertin, avec Aurélien Abaille en place non éligible (40e sur 43).

#### 2022
- Législatives :

Le parti s'allie à la NUPES au niveau national, l'union n'existant pas formellement en Outre-Mer. 
Il remporte la deuxième circonscription, 20 ans après la défaite d'Ernest Moutoussamy, avec la victoire de Christian Baptiste, sa locomotive électorale. 
Il s'inscrit comme apparenté au groupe socialiste de l'Assemblée Nationale.

#### 2024
- Législatives :

Le parti s'allie au NFP au niveau national, l'union n'existant pas formellement en Outre-Mer. Christian Baptiste est réélu dans la deuxième circonscription.

### Élections législatives
| Année | 1er tour | 1er tour | 2d tour | 2d tour | Sièges | Rang | Gouvernement        |
| Année | Voix     | %        | Voix    | %       | Sièges | Rang | Gouvernement        |
| ----- | -------- | -------- | ------- | ------- | ------ | ---- | ------------------- |
| 1993  | 13 380   | 13,19    | 23 055  | 29,66   | 1 / 4  | 4e   | Opposition          |
| 1997  | 15 071   | 15,42    | 28 915  | 26,46   | 1 / 4  | 3e   | Opposition          |
| 2002  | 10 035   | 11,20    | 14 332  | 13,37   | 0 / 4  | 4e   | Extra-parlementaire |
| 2007  | 9 790    | 10,21    | 16 234  | 13,50   | 0 / 4  | 4e   | Extra-parlementaire |
| 2017  | 1 059    | 1,42     |         |         | 0 / 4  | 1er  | Extra-parlementaire |
| 2022a | 5 532    | 7,36     | 15 484  | 18,90   | 1 / 4  | 7e   | Opposition          |
| 2024b | 10 903   | 10,79    | 19 801  | 19,19   | 1 / 4  | 4e   | Opposition          |

a Au sein de la Nouvelle Union populaire écologique et sociale.
b Au sein du Nouveau Front populaire.